# Wiktor Pełka
Wiktor Pełka (ur. 31 lipca 1913 we Wręczycy, zm. 26 marca 1996) – polski pilot doświadczalny, podporucznik rezerwy.

## Życiorys
Syn Aleksandra (leśnik) i Katarzyny z Przybylskich. W Kłobucku ukończył szkołę powszechną i rozpoczął naukę w Szkole Rzemieślniczo-Przemysłowej w Częstochowie. Po jej ukończeniu w 1930 roku uczył się w Państwowej Szkole Technicznej im. Marszałka Piłsudskiego w Wilnie, którą ukończył w 1935 roku. W 1932 roku w Wilnie zapoznał się z lataniem na szybowcu szkolnym Wrona. Poznał tam entuzjastów – pilotów: Włodzimierza Kureca i Tadeusza Górę. Przeszedł następnie przeszkolenie na szybowcu Czajka na szybowisku koło Starego Sącza, gdzie uzyskał kategorię C.
W 1935 roku uzyskał przydział do pułku piechoty w Łucku. Zgłosił się tam jako ochotnik i dostał przydział do Szkoły Podchorążych Rezerwy Lotnictwa w Dęblinie. Tam pod okiem instruktorów Dormana i Tańskiego szkolił się kolejno na RWD-8, PWS-16, Potez XV, Potez XXV. Ukończył szkołę z 6. lokatą na 36 kończących. W 1937 r. pełnił służbę w 4 pułku lotniczym w Toruniu.
Po ukończeniu SPL przebywał w Lublinie pracując w LWS (pod okiem inż. Jerzego Teisseyre’a i inż. Władysława Fiszdona). Po uzyskaniu uprawnień instruktorskich szkolił młodych adeptów w L.K.L. w Lublinie na Hanriocie H-28. W 1938 roku osiedlił się z powrotem na Śląsku, kończąc kurs PW Lotniczego w Katowicach. Interesował się akrobacją samolotową, którą uprawiał z zamiłowaniem na RWD-10. Brał udział w zawodach lotniczych – często z Władysławem Wojnarem – stryjem Jerzego Wojnara. W załodze z W. Weberem zwyciężył w V. Podlasko-Lubelskich Zawodach Zimowych.
W końcu sierpnia 1939 roku został zmobilizowany i przydzielony do 2 pułku lotniczego w Krakowie. 15 września dowodzony przez niego klucz łącznikowy został przydzielony do X Dywizjonie Bombowym ppłk. Józefa Werakso. 17 września, podczas lotu na wyszukanie lądowiska jego RWD-8 został k. Buczacza zestrzelony przez wojska sowieckie i lądował przymusowo. Gdy lecący z nim ppor. Władysław Kramarz poszedł wyjaśnić powód zestrzelenia (nie wiedząc nic o wtargnięciu wojsk sowieckich), Wiktor Pełka naprawił prowizorycznie przewód paliwowy i zdołał wystartować, widząc internowanie swego obserwatora (ppor. Kramarz został w 1940 roku zamordowany w Katyniu). On sam podczas okupacji pracował w komórce legalizacyjnej Armii Krajowej.
Po II wojnie światowej starał się o przyjęcie do personelu PLL LOT i uzyskał skierowanie do 15 Szkolno-Treningowego Pułku w Radomiu. Tam przeszedł przeszkolenie na samolocie UT-2, a następnie w 7. eskadrze na Okęciu – na samolocie Li-2. Ukończył kurs z pilotami: Włodzimierzem Gedyminem, Jerzym Ziółkowskim, Zbyszkiem Bryckim, Florianem Kortusem. Miał świetne wyniki w lotach bez widoczności (obecnie IFR). Jako wyróżniający się pilot uzyskał nominację na kapitana statku powietrznego w 1947 roku.
Wkrótce po tym został instruktorem, uzyskał też uprawnienia do oblotów samolotów po remontach. W jednym z takich lotów na samolocie Li-2 doszło do zatrzymania obu silników jednocześnie na wysokości ok. 600 m w locie nad okolicami Dworca Zachodniego w Warszawie. Dzięki mistrzostwu i zimnej krwi wylądował szczęśliwie na pasie 21 lotniska Okęcie.

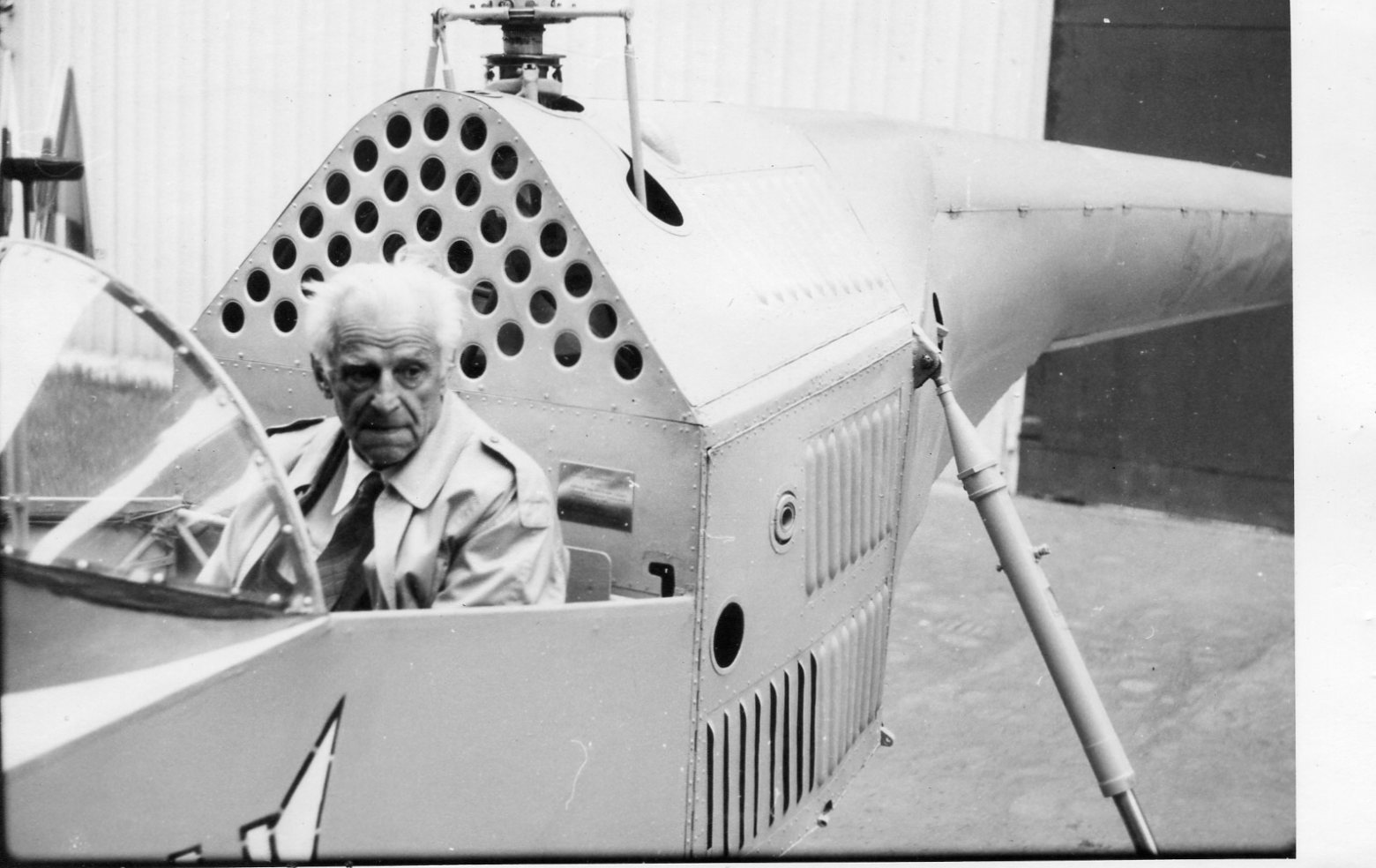
Wiktor Pełka w odrestaurowanym śmigłowcu BŻ-1 GIL w roku 1989

W 1948 roku uzyskał uprawnienia kapitańskie na nowo zakupiony przez LOT czterosilnikowy samolot francuski SE 161 Languedoc. Na tym, znanym z awaryjności, samolocie w 1948 roku wykonał awaryjne lądowanie w polu we Francji koło Reims, gdy po awarii jednego silnika niebawem umilkły dwa następne. Drugie takie słynne lądowanie z pasażerami miał na samolocie Viscount V-804, gdzie z powodu burzy śnieżnej (mroźna zima 1962/63) nad Warszawą wylądował na lotnisku wojskowym w Łęczycy.
Z Instytutu Lotnictwa otrzymał zlecenie na wykonywanie prób w locie jako pilot doświadczalny. Wykonał je z kpt. Włodzimierzem Gedyminem. 7 maja 1950 roku jako pilot motorowy i szybowcowy wykonał lot sprawdzający na motoszybowcu „Pegaz”, którego celem było wydanie opinii o przydatności płatowca do szkolenia pilotów kategorii C w pilotażu silnikowym metodą samodzielną. W czasie jednego z lotów na samolocie Zuch-1 podczas akrobacji w położeniu plecowym stwierdził, że lotki nie działają. Szybką półbeczką doprowadził do lotu normalnego i wykorzystując pozostałe stery szczęśliwie wylądował.
Powierzono mu też próby w locie śmigłowca BŻ-1 GIL, wykonał na nim ok. 100 lotów. 14 września 1951 roku oficjalnie zaprezentował go w locie w obecności przedstawicieli władz cywilnych i wojskowych, 22 lipca 1952 roku dokonał kolejnej prezentacji  podczas publicznego pokazu na lotnisku Okęcie. 8 października 1956 roku oblatał oblatał udoskonaloną wersję tego śmigłowca. Jesienią 1956 roku w był kapitanem pierwszego samolotu, który wylądował w Budapeszcie z pomocą humanitarną dla rannych w czasie powstania węgierskiego.
We wrześniu 1962 roku został skierowany do Wielkiej Brytanii na szkolenie w pilotażu samolotów Vickers Viscount, który ukończył w listopadzie.
Miał uprawnienia na wszystkie typy statków powietrznych tak do lotu jak i prób w locie (po nim takie uprawnienia mieli jedynie inż. inż. Andrzej Abłamowicz i Ludwik Natkaniec). W PLL LOT latał do grudnia 1973 roku – do czasu przejścia na emeryturę, wylatał 6 000 000 kilometrów, spędził w powietrzu 22 000 godzin. Po przejściu na emeryturę pracował w Zakładzie Usług Agrolotniczych i wykonywał loty w Egipcie i w Sudanie.
Odznaczony m.in. Krzyżem Kawalerskim Orderu Odrodzenia Polski, Srebrnym Krzyżem Zasługi, Odznaką Zasłużonego Pracownika PLL LOT.
Należał do Klubu Seniorów Lotnictwa, był obecny w 1989 roku przy przekazaniu odrestaurowanego śmigłowca BŻ-1 GIL do Muzeum Lotnictwa w Krakowie. Zmarł 26 marca 1996 roku w 83. roku życia. Jest pochowany w grobie rodzinnym na cmentarzu parafialnym w Wilanowie.

## Życie prywatne
Zawarł związek małżeński z Matyldą Barbarą z domu Teper. Mieli dwóch synów: Marka i Roberta.